# Nikola Karabatić
Nikola Karabatić (serbokroatisk: Никола Карабатић [nǐkɔla karabǎːtitɕ], født 11. april 1984 i Niš, Serbien, Jugoslavien) er en fransk håndboldspiller af kroatisk/serbisk oprindelse. Han spillede til dagligt for den franske Championnat de France de handball-klub Montpellier HB, men blev 3. oktober 2012, sammen med seks andre nuværende eller tidligere Montpellier-spillere, spærret fra at spille i den franske håndboldliga på ubestemt tid. De er under mistanke i en sag om match fixing og kan se frem til en retssag, hvor straframmen er bøder på en halv million kroner samt fængsel i op til fem år.
I 2005 skiftede han til den tyske Bundesliga-klub THW Kiel, efter 5 år hos Montpellier HB. I sommeren 2009 skiftede han tilbage til hjemlandet og Montpellier HB.
I juni 2013 skiftede han til den spanske storklub FC Barcelona.
Karabatić var en del af det franske landshold, der i 2006 blev europamestre efter finalesejr over Spanien. Ved EM i 2008 vandt han bronze, blev delt topscorer sammen med blandt andet danske Lars Christiansen, og blev slutteligt kåret til turneringens MVP. Han blev også olympisk mester med Frankrig i 2008 ved OL i Beijing, og verdensmester i Kroatien ved VM 2009. I 2010 blev det til endnu en guldmedalje ved EM i Østrig. Han kom også med på All-star holdet som den bedste playmaker. Ved VM 2011 blev det til endnu én guldmedalje for Karabatic og det franske landshold, da de slog Danmark med 37-35.

## Landsholdstitler
- Bronze VM 2005...
- EM i 2006
- Bronze EM 2008...
- OL i 2008
- VM i 2009
- EM i 2010
- VM i 2011
- OL i 2012
- EM i 2014
- VM 2015...
- Sølv ved Sommer-OL 2016
- VM i 2017
- Bronze EM 2018...
- Bronze VM 2019...
- OL 2020...
- runner-up VM 2023...
- EM 2024...